# Металічні корисні копалини
Металічні корисні копалини (англ. metallic minerals, нім. metallische Mineralien n pl (Nutzmineralien n pl, Bodenschätze m pl; рос. металлические полезные ископаемые) — руди металів, група твердих корисних копалин, що містять метали у кількості та формах, придатних для рентабельного промислового вилучення.
Найпоширенішими є руди:
- залізні руди,
- алюмінієві руди,
- манґанові руди,
- олов'яні руди,
- срібні руди,
- ртутні руди,
- титанові руди,
- цинкові руди,
- поліметалічні руди.

Металічні корисні копалини є основною вихідною сировиною переважно гірничо-металургійного виробництва. Найчастіше це природні, зазвичай полімінеральні утворення земної кори, представлені агрегатом рудних (цінних) і супроводжуючих їх інших мінералів.
До металічних корисних копалин також відносять багато техногенних родовищ — відвали гірничовидобувних підприємств (шахти, кар'єри), відходи (хвости) збагачувального, металургійного, хімічного та інших виробництв, золу виносу теплоелектростанцій тощо, технологічно доступні, економічно та екологічно доцільні для вилучення з них металів. Цінні компоненти руд — метали або їх сполуки — утворюють власні мінерали або знаходяться як домішки в складі інших мінеральних утворень.
Якість металічних корисних копалин визначається вмістом у них металу або його сполук [виділяють руди багаті, рядові, бідні, убогі (забалансові)], ступенем та технологією вилучення металу в кінцевий продукт з урахуванням втрат при видобутку, збагаченні (руди легко-, важкозбагачувані, упорні) та металургійному переділі, що пов'язано з їх мінеральним, фракційним та гранулометричним складами, текстурно-структурними особливостями, фізичними, хімічними та технічними властивостями (твердість, міцність, тривкість, тріщинуватість, густина, температура плавлення, магнітні властивості (зокрема, магнітна сприйнятливість), електропровідність, радіоактивність, розчинність, сорбційна та адгезійна здатність, гідрофільно-гідрофобна контрастність корисного компонента руд та пустої породи.
Якість руд знижується при вмісті шкідливих домішок. Наприклад, шкідливими домішками залізних руд є S, P, As, Zn і Pb. Шкідливі домішки, що часто зустрічаються в мідних рудах — арсен і стибій, іноді ртуть.
Шкідливими домішками сульфідних мідно-нікелевих руд є цинк, свинець та арсен, фтор, кадмій, бісмут. До шкідливих домішок у силікатних нікелевих рудах відносять мідь та хром, а при плавці на феронікель — і фосфор.
Металічні корисні копалини, що містять кілька промислових металів, вилучення та роздільне використання яких економічно доцільне та технологічно можливе, відносять до комплексних руд. Їх поділяють на полімінеральні, що складаються з декількох мінералів (наприклад, мідно-молібденова руда, що містить, наприклад, халькопірит — CuFeS2 та молібденіт — MoS2) та поліелементні, в яких кілька металів входять до складу одного мінералу [наприклад, золотосрібна руда, що містить електрум; церійвмісна титан-ніобієва руда з лопаритом — (Ce, Na, Ca)2(Ti, Nb)2O6]. Різновидом комплексних руд є природно-леговані руди, збагачені легуючими металами, що використовуються як сировина для виплавки спеціальних сортів чавунів, сталей та іншої металопродукції (наприклад, ванадистий чавун, що отримується при металургійному переділі ванадієвмісних титаномагнетитових руд).
За хімічним складом переважаючих мінералів розрізняють руди металів — силікатні, крем'янисті, оксидні, сульфідні, карбонатні та змішані; за текстурою руд — масивні, смугасті, плямисті, прожилкові, вкраплені та інші; за структурою руд — рівномірно- та нерівномірно-зернисті, крупно-, середньо- та дрібнозернисті, оолітові, радіально-променисті та ін. Часто рудам дають назви, що вказують на мінерали — концентратори основних металів; наприклад, каситерит-сфалерит-галенітова руда (олов'яно-поліметалічна), колумбіт-танталітова руда (ніобій-танталова) і т. ін.
Крім того, можливість переробки руди обумовлена її запасами. Поняття руди змінюється в результаті прогресу техніки; з часом коло руд і мінералів, що застосовуються, розширюється.